# Dame-Marie (Orne)
Dame-Marie és un municipi francès, situat a la regió de Normandia, al departament de l'Orne. El 2021 tenia 146 habitants.